# 사병
사병(士兵, 영어: soldier, enlisted man, the ranks)은 군대에서 장교와 준사관을 제외한 부사관과 병사를 통틀어 이르는 말이다. 사(士)는 부사관을 뜻하고, 병(兵)은 말 그대로 병사를 뜻한다. 대한민국 국군에서는 부사관은 장교 및 준사관과 묶어 간부라고 하고, 병사는 사(士)의 의미가 빠진 채로 사병이라고 부르고 있다.

## 같이 보기
- 용병
- 민간군사기업